# Fabrice Philipot
Fabrice Philipot   (Montbard, 24 de setembre de 1965 - Semur-en-Auxois, 17 de juny de 2020) va ser un ciclista francès, que fou professional entre 1988 i 1994. El seu principal èxit esportiu fou la classificació dels joves del Tour de França de 1989.

## Palmarès
- 1987
  - 1r al Giro de la Vall d'Aosta
  - 1r a la Stuttgart–Estrasburg
- 1988
  - 1r al Tour de Lió i vencedor d'una etapa
- 1989
  -  1r de la Classificació dels joves del Tour de França
  - Vencedor d'una etapa de la Midi Libre
- 1990
  - 1r al Crìtèrium de Monein
  - 1r al Crìtèrium de Dole
  - 1r al Premi de Métabief
- 1991
  - 1r al Gran Premi de Riom
  - Vencedor d'una etapa del Tour de Vaucluse

### Resultats al Tour de França
- 1989. 24è de la classificació general.  1r de la Classificació dels joves
- 1990. 14è de la classificació general
- 1991. 24è de la classificació general
- 1992. Abandona (13a etapa)

### Resultats al Giro d'Itàlia
- 1988. 37è de la classificació general
- 1990. 13è de la classificació general
- 1992. 22è de la classificació general